# Mark Frechette

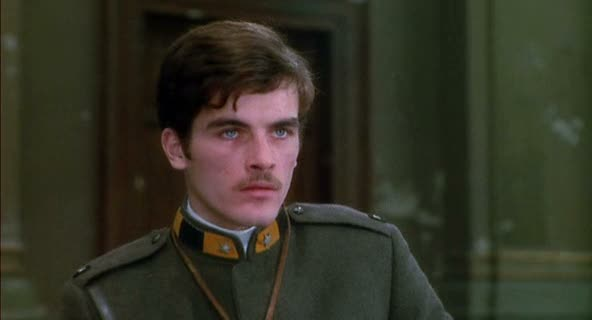
Frechette im Film Bataillon der Verlorenen (1970)

Mark Ernest Frechette (* 4. Dezember 1947 in Boston; † 27. September 1975 in Norfolk, Massachusetts) war ein US-amerikanischer Schauspieler.

## Leben
Frechette, franko-kanadischer Abstammung, wuchs in Fairfield, Connecticut auf und brach die High School ab. Nach einem Aufenthalt in New York zog er 1966 mit seiner Ehefrau und dem gemeinsamen Kind nach Boston, wo er seinen Lebensunterhalt durch gelegentliches Betteln und Zimmermannsarbeiten im Ghetto von Roxbury bestritt. Ende der 1960er Jahre wurde Frechette durch die Untergrund-Zeitung Avatar auf Mel Lyman aufmerksam. Lyman, ein ehemaliger Musiker und selbsternannter Guru, der unter anderem Jonas Mekas, Andy Warhol oder Bruce Conner zu seinen Freunden zählte, hatte sich in der ärmlichen Nachbarschaft von Fort Hill niedergelassen und eine 100-köpfige, religiös-politische Hippie-Kommune um sich geschart. Die Versuche Frechettes mit Lyman und seiner Anhängerschaft in Kontakt zu treten, der so genannten Lyman Family, waren aber zu Anfang nicht von Erfolg gekrönt.
1968 wurde Frechette nach einem Wutanfall auf offener Straße in Boston durch einen Talentsucher des italienischen Regisseurs Michelangelo Antonioni entdeckt. Der Laiendarsteller erhielt daraufhin die Hauptrolle in Antonionis erster amerikanischer Spielfilmproduktion Zabriskie Point (1970). Durch den Part des Mark wurde er einem breiten Publikum bekannt und fand so auch Zugang zum inneren Kreis der Lyman Family. Er unterstützte die Kommune mit seiner Filmgage von 60.000 US-Dollar. Mit seiner Filmpartnerin Daria Halprin, die mittlerweile auch seine Lebensgefährtin war, zog Frechette in Lymans Kommune. Es folgten zwei weitere Hauptrollen in den italienischen Filmen Bataillon der Verlorenen (1970) als Leutnant Sassu und in La Grande Scrofa Nera (1971).
1973 wurde er wegen eines versuchten Banküberfalls inhaftiert und zu einer Haftstrafe von 15 Jahren verurteilt. Durch den Tod eines Freundes, der an dem Raubüberfall beteiligt war, litt Frechette an starken Depressionen, die sich unter anderem in einer Essstörung äußerten, woraufhin er stark an Gewicht verlor. Am 27. September 1975 wurde Frechette tot im Trainingsraum der Haftanstalt aufgefunden. Auf seinem Hals lag eine mit 75 kg Gewicht beschwerte Langhantel, die zum Erstickungstod geführt hatte. Frechettes Tod wurde als Trainingsunfall bewertet. Sein Grab befindet sich auf dem Mount Feake Cemetery in Waltham.

## Filmografie
- 1970: Zabriskie Point (Zabriskie Point)
- 1970: Bataillon der Verlorenen (Uomini contro)
- 1971: La Grande Scrofa Nera